# Jerzy Szymczak

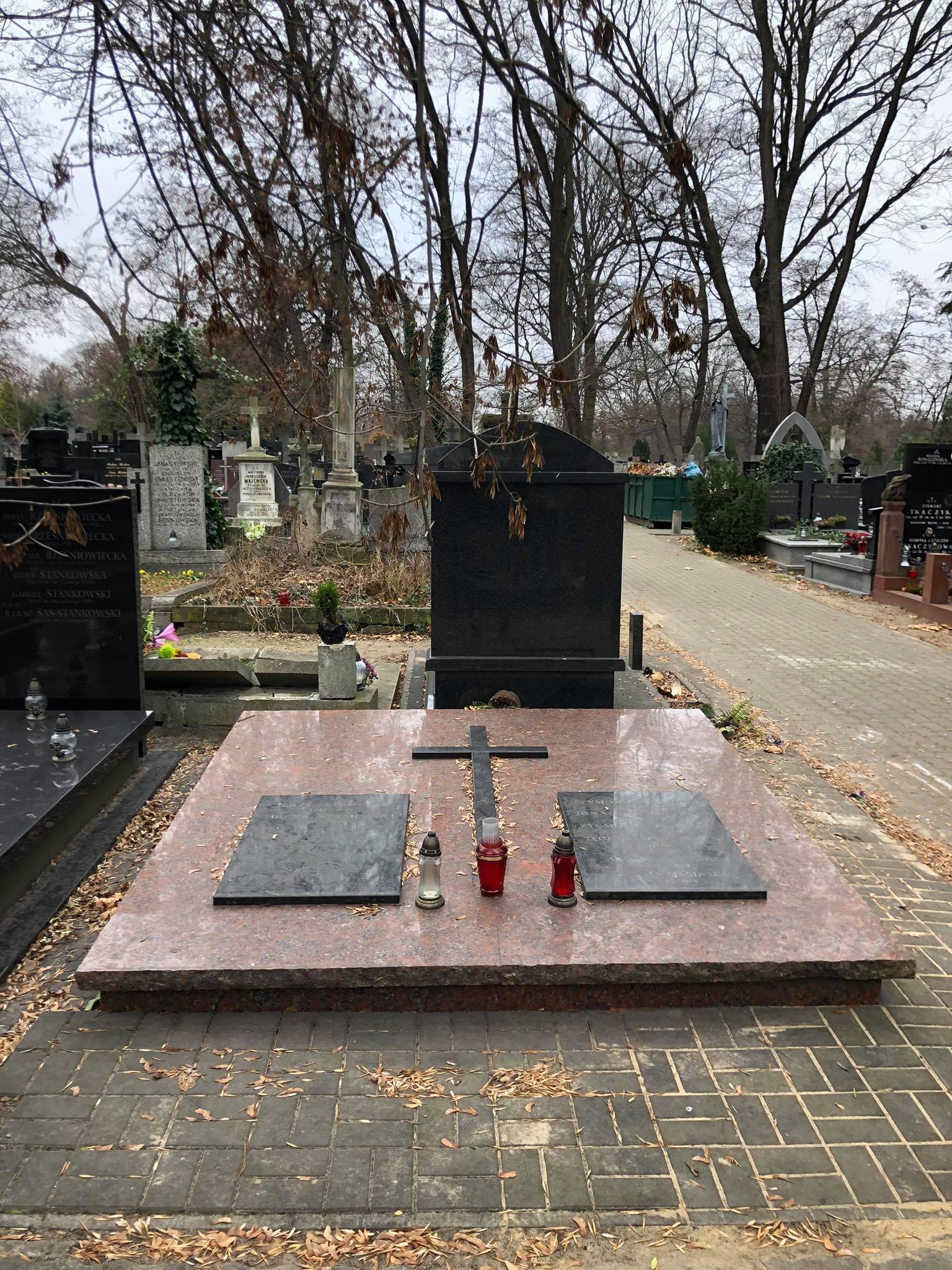
Grób Jerzego Szymczaka na cmentarzu Bródnowskim

Jerzy Szymczak (ur. 1917, zm. 20 lipca 2004 w Warszawie) – polski leśnik, podchorąży Wojska Polskiego.

## Życiorys
Walczył w kampanii wrześniowej. Po II wojnie światowej studiował w Szkole Głównej Gospodarstwa Wiejskiego i po uzyskaniu stopnia inżyniera został leśnikiem, był dyrektorem Rejonu Lasów Państwowych w Augustowie, od 1 lipca 1959 do 31 maja 1964 pełnił funkcję dyrektora Białowieskiego Parku Narodowego, a następnie został przeniesiony na stanowisko dyrektora Kampinoskiego Parku Narodowego, które zajmował do przejścia na emeryturę.
Pochowany na cmentarzu Bródnowskim (kw. 8B, rząd I, grób 30).

## Odznaczenia
- Krzyż Walecznych
- Złoty Krzyż Zasługi
- Krzyż Kawalerski Orderu Odrodzenia Polski
- Krzyż Oficerski Orderu Odrodzenia Polski